# El Tortuguero
El Tortuguero é um município da Nicarágua, situado na Região Autônoma da Costa Caribe Sul. Tem 3,403 km² de área e sua população em 2020 foi estimada em 57.880 habitantes.